# Политические партии Бельгии
Политические партии в Бельгии традиционно делятся по территориально-языковому признаку на фламандские и валлонские. Существуют также немногочисленные общебельгийские партии и небольшие партии немецкого меньшинства. В Бельгии государство финансирует политические партии. Но если партии проявляют «враждебность по отношению к правам человека», то их финансирование прекращается.

## Фламандские партии
- Зелёные! — 5 мест в Палате представителей
- Новый фламандский альянс — 27 мест в Палате представителей
- Открытые фламандские либералы и демократы
- Социалистическая партия (Фландрия) — 13 мест в Палате представителей
- Список Дедекера — 1 место в Палате представителей
- Фламандский интерес — 12 мест в Палате представителей
- Христианские демократы и фламандцы — 17 мест в Палате представителей

## Валлонские партии
- Гуманистический демократический центр — 9 мест в Палате представителей
- Национальный фронт (стремится привлечь также фламандских избирателей) — 0 мест в Палате представителей
- Реформаторское движение — 18 мест в Палате представителей
- Социалистическая партия (Валлония) — 26 мест в Палате представителей
- Союз Франкофонов — 0 мест в Палате представителей
- Эколо — 8 мест в Палате представителей
- Коммунистическая партия (Валлония) — 0 мест в Палате представителей
- Народная партия — 1 место в Палате представителей[источник не указан 1598 дней].

## Немецкие партии
- ProDG
- Партия свободы и прогресса
- Христианско-социальная партия (единая фракция с ГДЦ)

## Общебельгийские партии

### Исчезнувшие
- NEE
- Католическая партия
- Коммунистическая партия Бельгии
- Либеральная партия
- Социалистическая партия Бельгии (раскололась на фламандскую и валлонскую)

### Существующие
- Партия труда — коммунистическая; 1 место в Палате представителей
- Vivant — леволиберальная; 0 мест в Палате представителей
- Народная партия — правоконсервативная; 1 место в Палате представителей
- Революционная коммунистическая лига — троцкистская; 0 мест в Палате представителей
- Левая социалистическая партия — Социалистический союз борьбы — троцкистская; 0 мест в Палате представителей
- Бельгийский союз — монархическая; 0 мест в Палате представителей